# Jacob Markström
Jacob Anders Markström (Gävle, 31 gennaio 1990) è un hockeista su ghiaccio svedese.

## Palmarès

### Mondiali
- 2 medaglie:
  - 1 oro (Svezia/Finlandia 2013)
  - 1 bronzo (Germania 2010)